# Ostrowiec (Sokołów)
Pour les articles homonymes, voir Ostrowiec.
Ostrowiec [ɔsˈtrɔvjɛt͡s] est un village polonais de la gmina de Repki dans le powiat de Sokołów et dans la voïvodie de Mazovie, au centre-est de la Pologne.
Il est situé à environ 8 kilomètres à l'est de Repki, 17 kilomètres à l'est de Sokołów Podlaski et à 103 kilomètres à l'est de Varsovie.